# Vorderseespitze
Vorderseespitze – szczyt w Alpach Lechtalskich, części Północnych Alp Wapiennych. Leży w Austrii w kraju związkowym Tyrol. Szczyt można zdobyć ze schroniska Ansbacher Hütte (2367 m).